# Calliphora pattoni
Calliphora pattoni är en tvåvingeart som beskrevs av Aubertin 1931. Calliphora pattoni ingår i släktet Calliphora och familjen spyflugor. Inga underarter finns listade i Catalogue of Life.